# جامع الزهراء الكبير (الكوت)
جامع الزهراء الكبير وهو أحد مساجد العراق الحديثة ويعتبر من الجوامع الكبيرة في مدينة الكوت، ولقد بني وشيد حديثا سنة 1997م، على يد مجموعة من المتبرعين، ويحتوي المسجد على مصلى حرم كبير يتسع لأكثر من ألف مصل، ويعلو المبنى قبة خضراء اللون مشيدة على تصاميم العمارة الإسلامية، ومنقوشة بالزخارف، ويقع جوار الحرم غرفة مستطيلة واسعة المساحة ومؤثثة بالأثاث اللازم لأجل إقامة مجالس الفواتح والاحتفال بالمناسبات الدينية.

## الموقع
يقع الجامع في مدينة الكوت في محافظة واسط في حي الزهراء منطقة الحسين شمال مدينة الكوت.